# Ivan Hudač
Ivan Hudač (* 10. August 1971 in Šuňava) ist ein ehemaliger slowakischer Skilangläufer.

## Werdegang
Hudač, der für den Tesla Liptovsky Hradok startete, belegte bei den nordischen Skiweltmeisterschaften 1993 in Falun den 57. Platz über 10 km klassisch, den 41. Rang in der Verfolgung und den 39. Platz über 50 km Freistil und bei den nordischen Skiweltmeisterschaften 1995 in Thunder Bay den 57. Platz in der Verfolgung, den 53. Rang über 10 km klassisch und den 35. Platz über 50 km Freistil. In der Saison 1995/96 holte er in Štrbské Pleso mit dem 27. Platz über 50 km Freistil seine einzigen Weltcuppunkte. In der folgenden Saison lief er bei den nordischen Skiweltmeisterschaften 1997 in Trondheim auf den 74. Platz über 30 km Freistil und den 56. Rang über 50 km klassisch und holte bei der Winter-Universiade 1997 in Muju die Goldmedaille mit der Staffel. Zudem errang er dort den 20. Platz über 30 km Freistil und den 17. Platz über 15 km klassisch. Bei den Olympischen Winterspielen im Februar 1998 in Nagano kam er auf den 85. Platz über 10 km klassisch, auf den 64. Rang in der Verfolgung und auf den 59. Platz über 30 km klassisch. Seine letzten internationalen Rennen absolvierte er bei der Winter-Universiade 1999 in Štrbské Pleso. Dort belegte er den 35. Platz in der Verfolgung und den 30. Rang über 10 km klassisch.

## Teilnahmen an Weltmeisterschaften und Olympischen Winterspielen

### Olympische Winterspiele
- 1998 Nagano: 59. Platz 30 km klassisch, 64. Platz 15 km Verfolgung, 85. Platz 10 km klassisch

### Nordische Skiweltmeisterschaften
- 1993 Falun: 39. Platz 50 km Freistil, 41. Platz 15 km Verfolgung, 57. Platz 10 km klassisch
- 1995 Thunder Bay: 35. Platz 50 km Freistil, 53. Platz 10 km klassisch, 57. Platz 15 km Verfolgung
- 1997 Trondheim: 56. Platz 50 km klassisch, 74. Platz 30 km Freistil